# Naturi Naughton
Naturi Cora Maria Naugton (East Orange, 20 de maio de 1984) é uma cantora e atriz norte-americana que se tornou conhecida ao integrar o grupo Pop/R&B 3LW, em 2009, estrelou o remake de Fame.

## Vida e Carreira
Nasceu em East Orange, seu talento musical foi descoberto aos 5 anos, quando passou a cantar no coral de sua igreja batista.

## 3LW
Em 1999 aos 15 anos, Naturi, Adrienne Bailon e Kiely Williams, formaram o grupo 3LW. O primeiro single do grupo: No More (Baby I'ma Do Right) foi lançado em 2000, a canção foi um sucesso e o segundo single do grupo: Playas Gon Play, lançado em 2001 teve o mesmo efeito do anterior.
O primeiro álbum do grupo 3LW foi lançado em 5 de dezembro de 2000.
Em 2002, elas voltaram para o estúdio e gravaram novos singles: Uh Oh e I Do (Wanna Get Close to You), ambas entraram no segundo álbum do grupo: A Girl Can Mack.
Ainda no ano de 2002, Naturi teve grandes desentendimentos com Adrienne, Kiely e Michelle Williams (irmã de Kiely que era a responsável pelo grupo), fazendo assim com que ela saísse do grupo, sendo substituída por Jessica Benson.

## Carreira Solo
Naughton teve a colaboração de diversos produtores para seu álbum solo, foram gravados quatro singles: Real Chicks (com Lil' Kim), Stand Up, What You Do e Your Girlfriend.
Em setembro de 2009, Naturi lançou seu primeiro single solo: Fame, (que faz parte do filme Fame lançado em 2009).
Em uma entrevista ao The Monique Show em fevereiro de 2010, Naturi afirmou que lançará seu álbum solo talvez ainda este ano.
O álbum soundtrack The Fame Presents Naturi Naughton as Denise foi lançado em 2 de fevereiro de 2010.

## Carreira de atriz
Naturi tem uma sólida carreira como atriz.

### Filmografia
- 2008: Cash Rules
- 2009: Notorious- Lil' Kim
- 2009: Fame- Denise
- 2010: Highland Park- Char
- 2010: Lottery Ticket- Stacie

### Televisão
- 2001: Taina- Ria
- 2002: The Nick Cannon Show - Ela Mesma
- 2002: All That- Ela Mesma
- 2011: The Playboy Club - Brenda
- 2014: Power - Tasha St. Patrick

## Broadway
- 2005-2008: Hairspray-Little Inez